# Pepino (personaje)

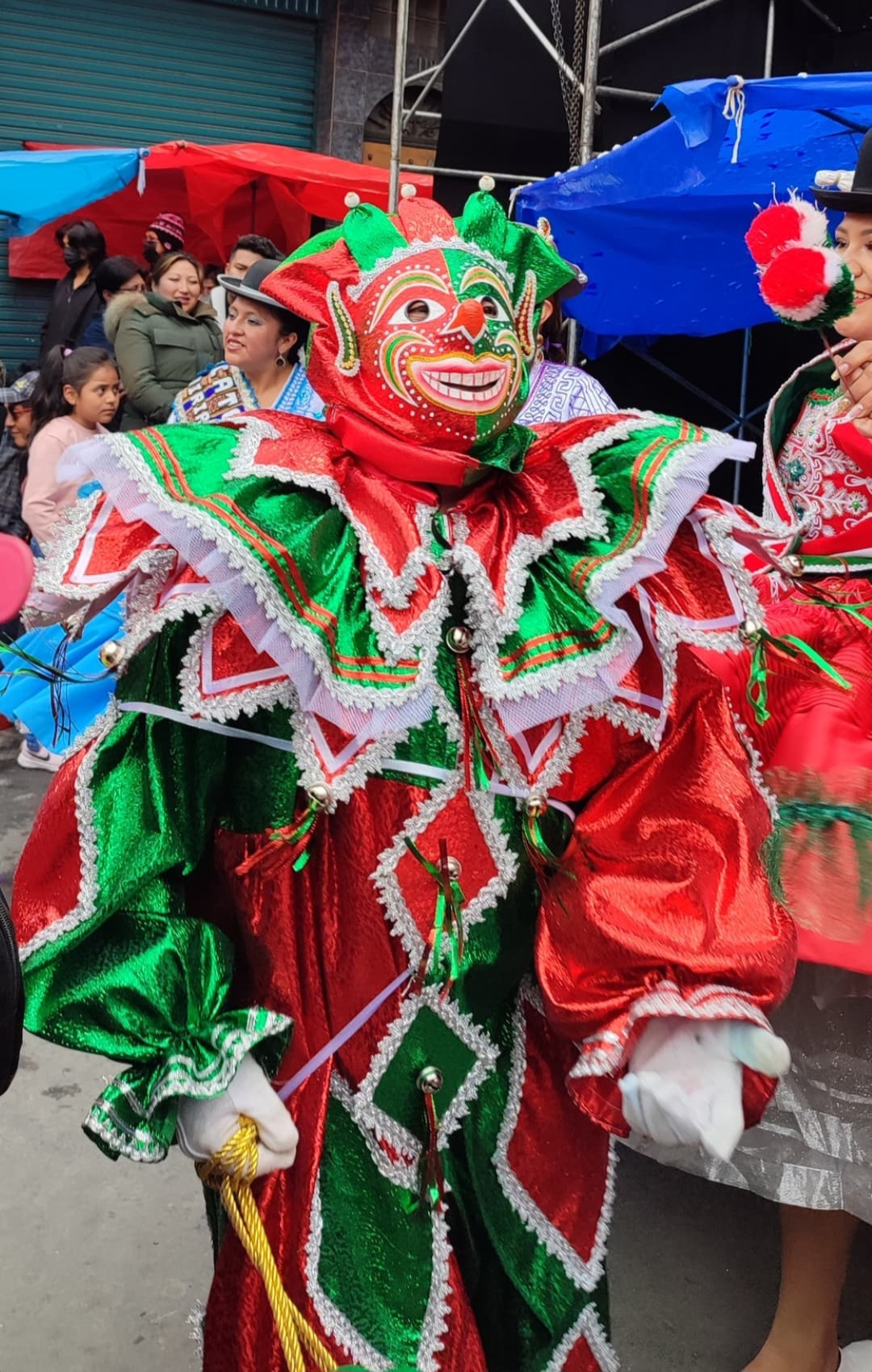
Pepino, con ropa que replica los colores de la bandera de La Paz

El pepino es un personaje tradicional de Bolivia, uno de los más emblemáticos del Carnaval paceño. El pepino fue declarado como Patrimonio Cultural Inmaterial de La Paz.

## Origen
El pepino se originó en el Carnaval paceño a finales del siglo XIX y principios del siglo XX, como resultado del sincretismo de personajes europeos e indígenas, el pierrot y el kusillo.

## Denominación
Al personaje se le nombró pepino por su parecido cómico con el Pepino 88 de José Podestá quien presentó espectáculos en una de sus giras por la ciudad de La Paz.

## Historia
La investigadora Beatriz Rossells menciona que hacia 1850 aparecen arlequines y dominós en las festividades de La Paz, entre ellos se encontraban también los pierrots, porque en la tradición europea pierrot y arlequin son dos personajes inseparables que deben presentarse conjuntamente.
Una de las maneras en que la población paceña adaptó el pierrot europeo fue a través del pepino, quien fue registrado por primera vez en el carnaval de La Paz a inicios del siglo XX, en base a una fotografía de 1908, aunque es muy probable que ya existía a finales del siglo XIX. El pepino  solía cargar una bolsita con mixtura, serpentina y sostenía un matasuegras confeccionado de trozos de cartón con el cual “golpeaba” a los que le “molestaban”, bailaba, saltaba y jugaba con los niños, quienes le gritaban: “pepino chorizo sin calzón” para posteriormente pedirle chauchita, chauchita y él arrojaba monedas con mixtura, los niños al intentar levantarlos eran “golpeados” con el matasuegras”.
El pepino resalta su originalidad al ser un personaje mestizo, al desligarse del pierrot europeo al ser reinterpretado, incluyendo elementos del kusillo, principalmente en el uso de la máscara, ya que por un lado pierrot y arlequin deben entretener a la población con bromas y bufonadas que se la realizan entre ellos mismos, el pepino hace bromas directamente a los espectadores, siendo jocoso y divertido haciendo ver como tontos a los demás desde el anonimato gracias al uso de la máscara y al cambio de la voz.